# Gosztonyi Ádám
Gosztonyi Ádám (Budapest, 1892. január 11. – 1955. október 4., Washington, Amerikai Egyesült Államok) magyar író, újságíró.
1921-től Egyesült Államokban élt mint különböző nagy világlapok állandó munkatársa. De jelentek meg írásai különféle magyarországi, főleg budapesti lapokban, az Új Időkben, de még a Nyugatban is.
Az Egyesült Államokban az Amerikai Magyar Népszava és a Kárpát című lapokban publikált. 1953-ig az Amerika Hangja Rádió munkatársa volt.

## Művei
- Egy pesti fiú, Hreczka Árpád Kiadása, Kék Könyvek sorozat, Budapest, 1919
- Tréfás könyv, Kultura Könyvkiadó és Nyomda Rt., Budapest, 1920, Tréfás Könyvek sorozat 1.
- Kalucsni doktor - Furcsa mesék, Kultura Könyvkiadó és Nyomda Rt., Budapest, 1923
- Horoszkóp, Singer és Wolfner Irodalmi Intézet Rt. kiadása, Magyar Regények 35.,[2] Budapest, 1934
- Miss Aranyásó, Singer és Wolfner Irodalmi Intézet Rt., Magyar Regények sorozat, Budapest, 1935
- Brooklyni kaland, Dante Könyvkiadó, Budapest, 1936, Dunakönyv Kiadó Kft., Budapest, 1990
- Különös eset, Singer és Wolfner Irodalmi Intézet Rt., Új Idők Kiskönyvtára 9., Budapest, 1938

A Világvárosi Regények sorozatban megjelent kisregényei
- Kezeket fel!, 95. szám, 1933
- Csók a hajón, 102. szám, 1933
- Életfogytiglan, 118. szám, 1934
- Harc az árnyékkal, 134. szám, 1934
- Oklahoma ötlete, 143. szám, 1934
- 500.000 dollár, 150. szám, 1934
- Nász a Sing-Singben, 165. szám, 1935
- A magányos farkas, 178. szám, 1935
- Conelly vakációja, 186. szám, 1935
- Kaland a tejúton, 213. szám, 1935
- Nő nélkül nem lehet..., 227. szám, 1935
- Slim verembe esik..., 237. szám, 1935
- Oh, Hollywood!, 244. szám, 1936
- A vészmadár, 253. szám, 1936
- Egy különös fogadás, 262. szám, 1936
- Vérszomjas Jack pöre, 268. szám, 1936
- Szerencsés aranyásók, 276. szám, 1936
- Utcai ismeretség, 283. szám, 1936
- A róka nyomában, 320. szám, 1936
- Üzenet Perzsiából, 433. szám, 1937
- Bűnös vagy bolond?..., 445. szám, 1937
- A zöldruhás leány, 453. szám, 1937
- Kiskávé habbal, 462. szám, 1937
- A tigris kiszabadul, 473. szám, 1937
- Nem minden a pénz, 483. szám, 1938
- Az eleven zálog, 491. szám, 1938
- Lilt kidobják, 507. szám, 1938
- Egy nő miatt, 520. szám, 1938
- Nem bűnös...!, 526. szám, 1938

## Cikkei
Érdekes cikke a hollywoodi filmipar működéséről:
- A szcenárium-gyár, Nyugat, 1932. 22. szám
- Amerikai polgárrá lenni, Uj idők, 1938

## Érdekességek
„Sőt még Heltai Jenőt sem majom utánozza, hanem Gosztonyi Ádám.” Nagy Lajos: Képtelen természetrajz - A majom